# Route nationale 824
Die Route nationale 824, kurz N 824 oder RN 824, war eine französische Nationalstraße, die von 1933 bis 1973 zwischen Châteaudun und Blois verlief. Ihre Gesamtlänge betrug 57,5 Kilometer.